# 소티스
소티스는 1946년 프랑스 파리에 설립된 고급 미용 제품을 개발, 생산 및 미용 전문가 (미용 학원, 스파, 고급 호텔)를 대상으로 판매하는 가족 기업이며 화장품 브랜드의 이름이다. 전 세계 12개의 지사를 통해 120여개국에 15,000개 이상의 판매 네트워크를 구축하고 있다.

## 역사
소티스는 포뮬러의 창시자인 생물학자 Dr. Hotz에 의해 1946년에 프랑스 파리에 설립되었다. Hotz는 자신의 제품에 고대 이집트 여신 Sothis에서 유래한 이름을 붙였고, 이는 브랜드의 이름이 되었다. 1966년 Monaco의 Asepta연구소 소유주인 헨리 마스 (Henri Mas) 와 폴 라크루아 (Paul Lacroix) 가 소티스 브랜드를 인수하여 마스 가족이 대주주가 되었다. 헨리의 장남인 베르나르 마스 (Bernard Mas) 가 브랜드의 관리를 맡았으며, 헨리의 형제인 장-피에르 마스 (Jean-Pierre Mas) 가 프랑스 국내 판매 네트워크 구축을 담당했다. 1971년에 국내 생산 거점을 고향인 프랑스 코리즈 주로 확장 이전하였고, 1982년에 미국 플로리다 주에 제조 공장을 설립하였다. 1985년에 프랑스 파리, 2005년에 미국 뉴욕에 소티스 인스티튜드를 설치하였다. 2007년에 프랑스 코리즈 주에 삼림 공원을 설립하였다. 2010년부터 베르나르드의 아들인 프레드릭 마스 (Frédéric Mas) 와 크리스티앙 마스 (Christian Mas) 가 대표를 맡고 있다.

## 미용 전문가를 위한 화장품
《EXCLUSIVELY IN BEAUTY INSTITUTES & SPAS》 를 브랜드 슬로건으로 내걸고 미용 전문가를 위한 화장품 브랜드를 추구하고 있다.

#### 디지-에스테틱 (Digi-Esthétique)
동양의 경락과 서양의 림프 마사지를 결합한 디지-에스테틱 (Digi-Esthétique) 이라는 독자적인 트리트먼트 시술 방법을 고안했다.

#### 시너제틱 프로그램 (Synergetic programme)
미용 전문가에 의한 프로페셔널 트리트먼트와 이를 보조하는 홈 케어를 통한 상호 보완적인 피부 관리 과정을 전제로 제품을 개발하고 있다.

#### 스파 (THE SPAS)
프랑스를 중심으로 북미, 아프리카, 아시아, 유럽, 오세아니아 지역의 글로벌 호텔 체인 및 독립계 호텔에 다수의 스파가 입점되어 있다.

#### 미스 프랑스 대회 (Miss France competition)
미스 프랑스 대회의 공식 메이크업 파트너로서 2019년부터 모든 참가자에게 풀 메이크업 키트를 제공하고 있다.

## 품질 경영
자사의 R&D 센터와 생산 공장, 물류 거점 및 트레이닝 센터를 프랑스 국내에 보유하고 있으며 이를 통해 기초 연구, 기획, 개발, 생산, 물류, 교육 등 제품의 품질과 관련된 모든 과정을 직접 관리하고 있다. ISO 9001 품질경영 시스템 인증을 받았다.

#### 소티스 R&D 센터 SOREDEC (Brive)
1989년에 설치된 소티스의 독립적인 연구 기관이다. 생물화학 전문가, 약사, 뷰티 테라피스트가 연구원으로 소속되어 있으며 식물에서 추출한 활성 성분을 바탕으로 매년 평균 35개의 새로운 제품 포뮬러를 개발하고 있다. 2013년에 프랑스의 농업 자원 개발 센터 (Centre de Valorisation des Agroressources) 와의 파트너쉽을 체결하였다.

#### 생산 공장 (Meyssac)
7,500㎡ 규모의 제조 공장에서 우수 의약품 제조·관리 기준 (GMP : NF EN ISO 22716 standard) 을 준수하는 과정을 통해 제품을 생산하고 있다.

#### 물류 거점 (Ussac)
4,200㎡ 규모의 물류 거점에서 매년 150만개 이상의 패키지를 전세계로 출하하고 있다.

#### 트레이닝 센터 (Paris / Miami)
프랑스 파리와 미국 마이애미에 위치한 트레이닝 센터에서 매년 약 3,000명을 대상으로 제품과 시술 방법에 대한 트레이닝을 실시하고 있다.

#### 더 소티스 가든 (Auriac)
EU 생태 보호 구역인 나투라 2000 (Natura 2000) 으로 지정된 코리즈 주 오리악 지방에 위치한 26ha 규모의 삼림 공원이다. 부지 내에 4ha 규모의 식물원이 설치되어 있으며 제품 개발을 위한 식물 유효 성분의 기초 연구에도 활용되고 있다. 식물원 외에 레스토랑과 기념품 가게가 설치되어 있다.

## 대표적인 제품

#### 모이스춰라이징 앰플 (Moisturizing ampoules)
프로페셔널 트리트먼트 프로그램의 기초 관리를 목적으로 개발된 피부 보습을 위한 액체 형태의 제품이다. 최초에 발매한 제품은 유리 재질의 OPC 앰플 형태의 용기였으나, 이후에 추가로 발매한 홈 케어용 제품은 플라스틱 재질의 용기를 사용하고 있다. 낱개당 1회 사용분이며 프로페셔널 트리트먼트용 제품의 1회 사용량은 2ml, 홈 케어용 제품의 1회 사용량은 1.5ml이다. '소티스 수분 앰플' 로 통칭되고 있다.

소티스 모이스춰라이징 앰플
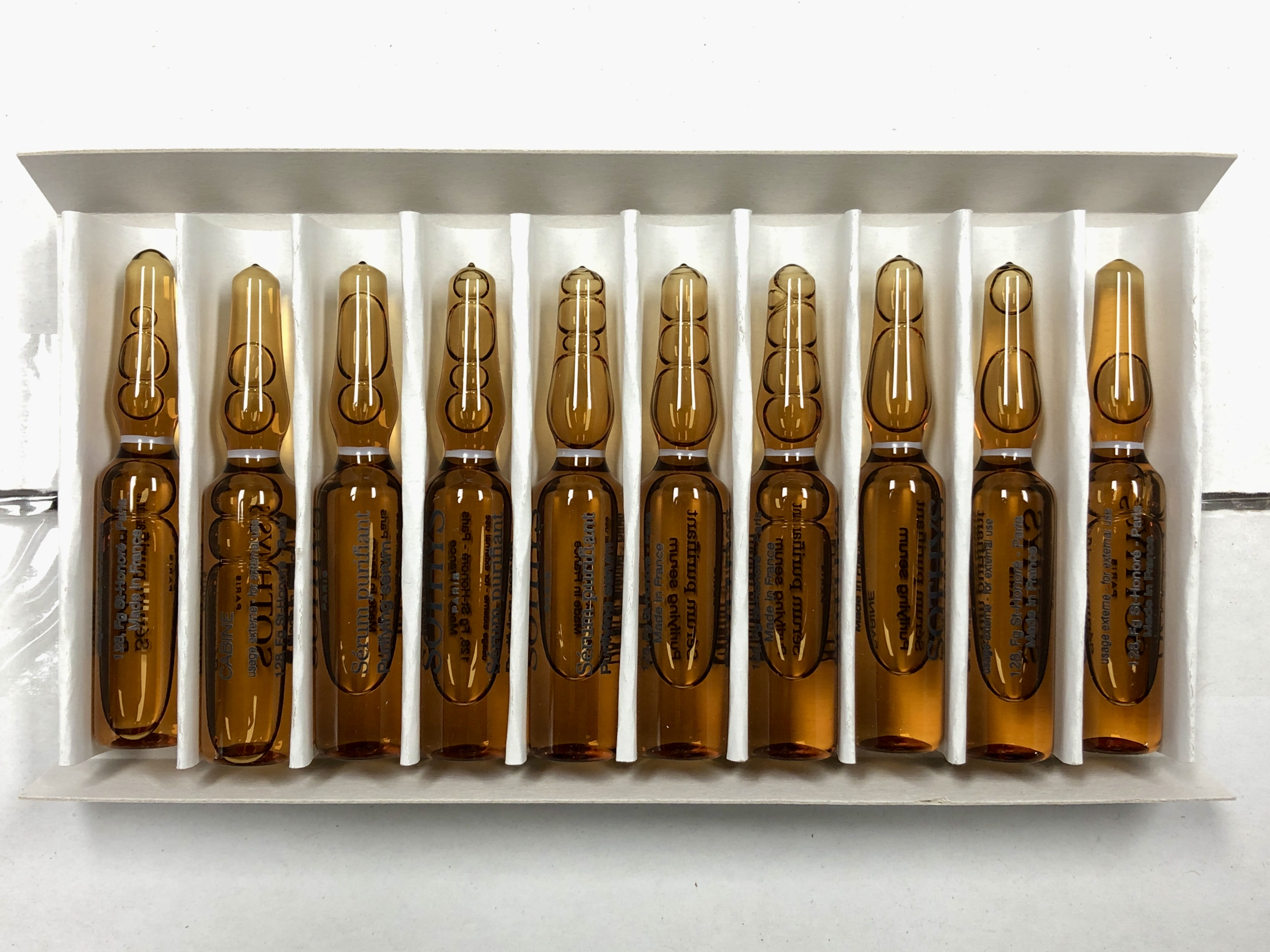
프로페셔널 트리트먼트용
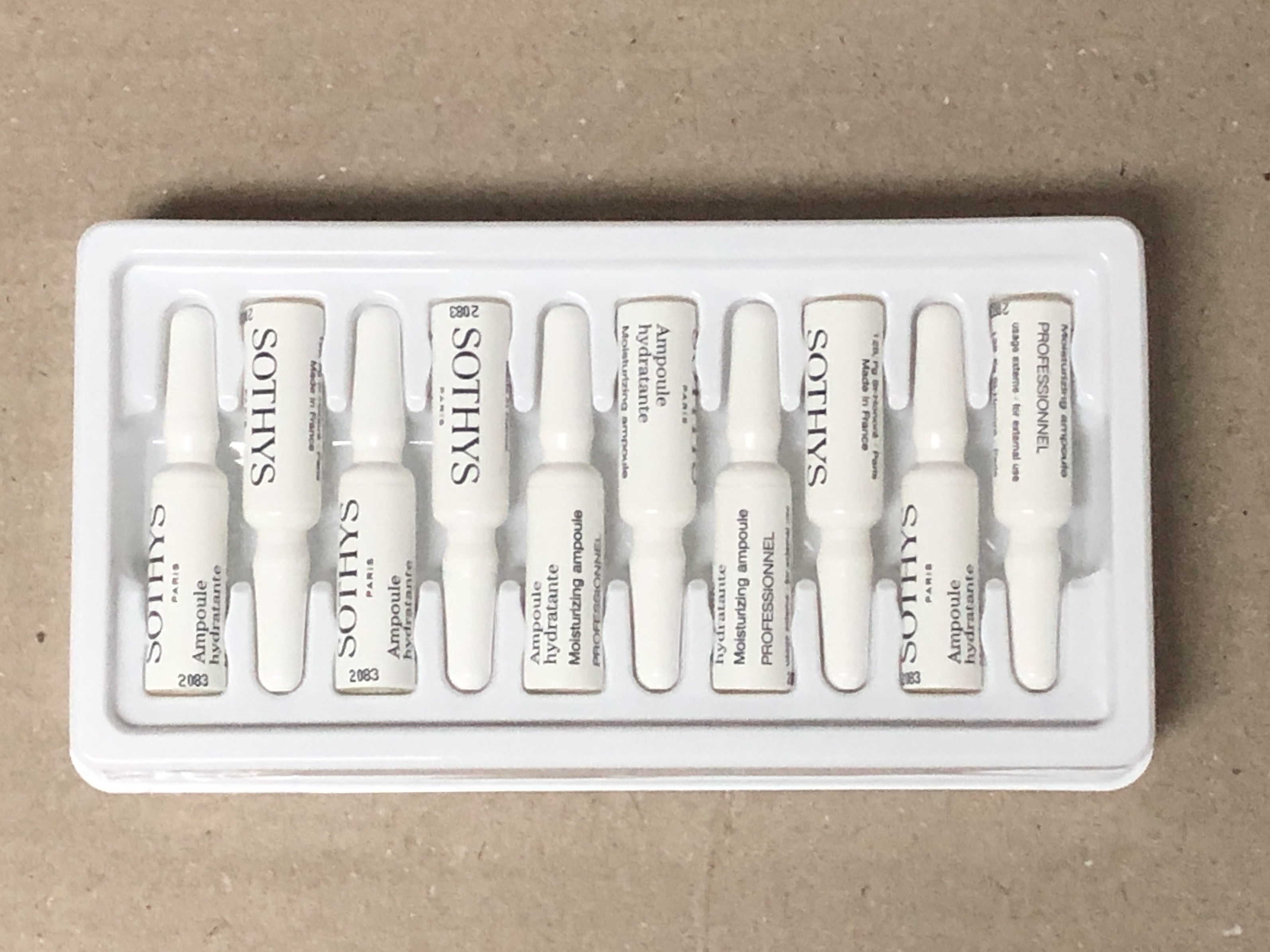
홈 케어용

#### 하이드레이팅 벨벳 유스 크림 (Hydrating velvet youth cream)
피부 보습을 위한 제품군에 속한 크림 형태의 제품이다. 1973년에 최초의 하이드레이팅 라인을 런칭한 이래, 지속적인 제품 리뉴얼을 거듭하고 있다. 프랑스에서 특허를 출원한 성분인 '1055 볼리터스 (그물버섯) 추출물' 이 함유되어 있으며, 2023년에 출시한 리뉴얼 제품부터 새로운 특허 출원 성분인 '로완 베리 추출물' 이 추가로 함유되었다.

소티스의 대표적인 수분 크림
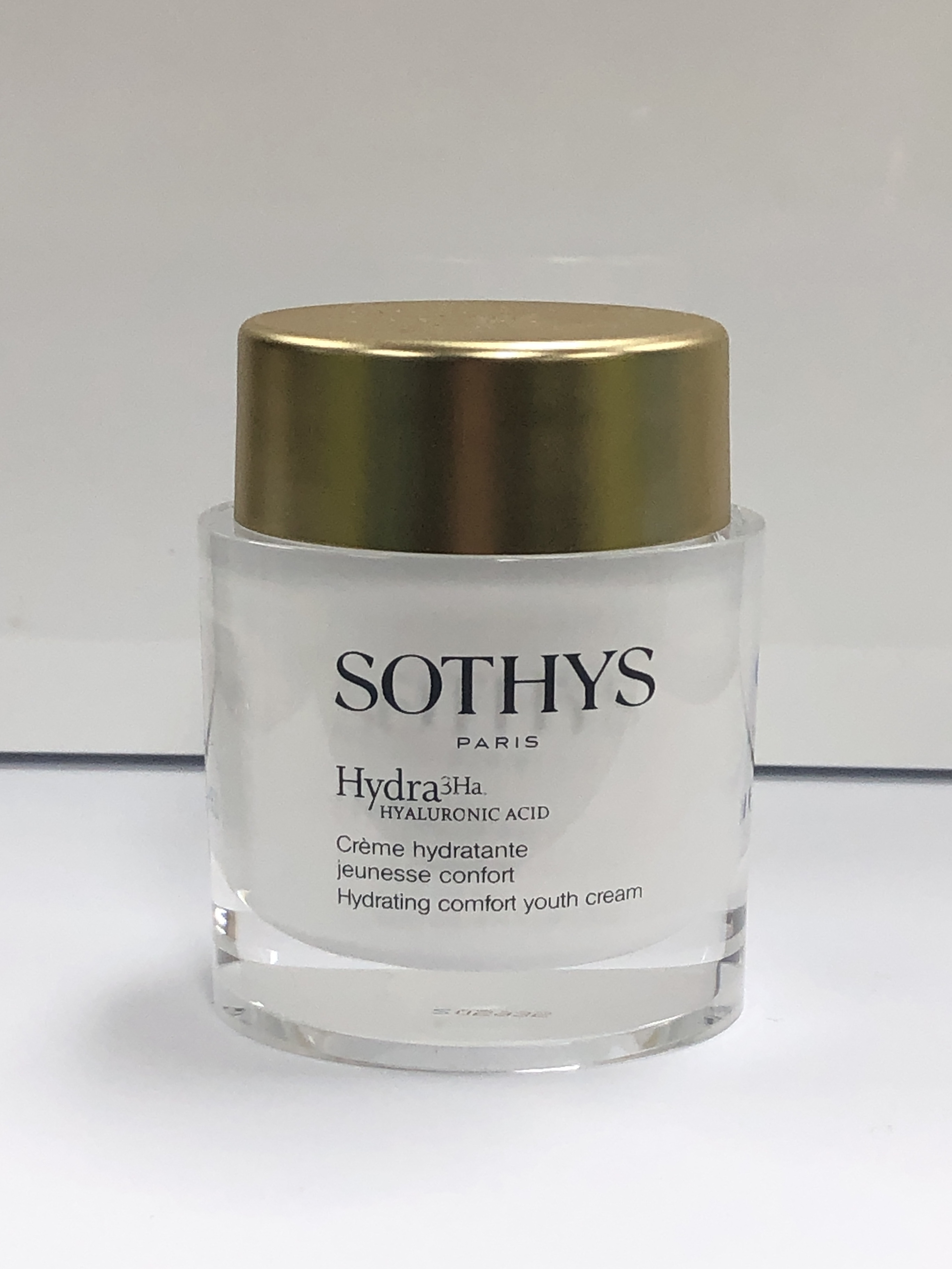
컴포트 유스 크림
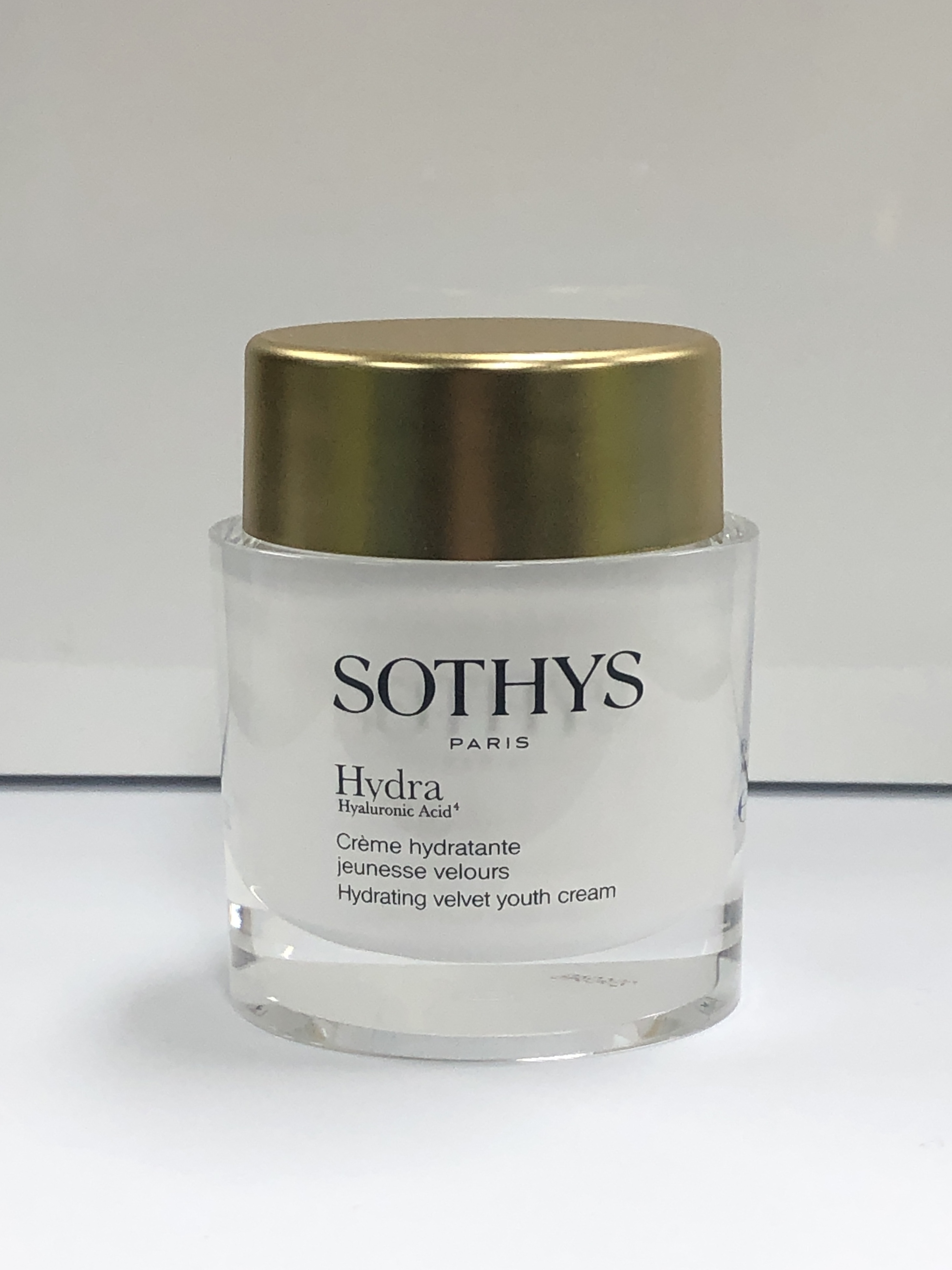
벨벳 유스 크림 (2023)

## 대표적인 제품군

#### 하이드레이팅 라인 (Hydrating)
피부 보습을 위한 제품군이다. 1973년부터 판매되고 있으며 주기적으로 성분 개량이 이루어지고 있다. 해당 제품군의 중요 성분 중 하나인 '1055 볼리터스 추출물' 과 '로완 베리 추출물' 에 대한 프랑스 국내 특허를 출원하였다.

#### 디톡스 에너지 라인 (Detox Energie)
안티-폴루션을 위한 제품군이다. 프랑스의 농업 자원 개발 센터와 4년 간의 공동 연구 과정을 거쳤다. 인삼 추출물과 마시멜로(양아욱) 추출물이 함유되어 있으며, 해당 제품군의 중요 성분 중 하나인 '유기농 엘더베리 추출물' 에 대한 프랑스 국내 특허를 출원하였다.

#### 인텐스 뉴트리션 라인 (Intense nutrition)
피부 영양 공급을 위한 건성 피부용 제품군이다.

#### 녹뚜엘 라인 (Noctuelle)
나이트 케어를 위한 비타민 함유 제품군이다.

#### 소티스 오가닉 라인 (SOTHYS ORGANICS)
유기농 원료를 사용한 자연친화적인 컨셉의 제품군이다. 유기농/천연 화장품 인증 기관인 에코서트(ECOCERT)의 '코스모스 오가닉' 인증을 취득하였고, 사회적 기업인 플라스틱뱅크(plasticbank) 와의 파트너쉽을 체결했다.
- 1946년 Dr.Hotz가 파리에 소티스 (the Sothys Salon)를 설립
- 1947년 최초의 바이오로지컬 세럼 앰플 (Biological serum ampoule) 을 런칭
- 1950년 데스까덤 (Desquaderm) 런칭
- 1966년 마스 가족에 의한 기업 인수
- 1968년 미용 전문가용 트리트먼트를 첫 런칭
- 1971년 메이크업 제품군을 첫 런칭
- 1974년 제품의 해외 수출을 시작
- 1978년 소티스 트레이닝 스쿨을 설치
- 1985년 파리 생토노레에 소티스 인스티튜드를 설치
- 2001년 프리미엄 스킨케어 제품을 런칭
- 2004년 Thermes de Spa와 파트너쉽을 체결
- 2005년 뉴욕 5번가에 소티스 인스티튜드를 설치
- 2006년 프랑스 코리즈 주에 더 소티스 가든 (Les Jardins Sothys) 을 설치
- 2009년 특허받은 아마 복합체를 활용한 안티-에이징 트리트먼트를 런칭
- 2015년 특허받은 그물 버섯 추출물을 활용한 하이드레이팅 트리트먼트를 런칭
- 2016년 프레스티지 스킨케어 제품을 런칭
- 2018년 소티스 애슬레틱스 라인을 런칭
- 2019년 디톡스 에너지 트리트먼트를 런칭
- 2021년 소티스 오가닉 라인을 런칭

### 프랑스
- 2014년 Santé Magazine award - Soothing SOS serum Eau Thermale Spa ™
- 2018년 Pierantoni innovation award - Sothys Athletics ™ range
- 2022년 Pierantoni innovation award - Sothys Organics ®

### 프랑스 외
- 2019년 Beauty Forum Reader’s choice (독일)
- 2020년 Dermascope magazine One of the best products of 2020 (미국)
- 2020년 Good Housekeeping Tried & Tested (영국)
- 2020년 Word Luxury Spa Awards (일본)
- 2021년 Best Beauty Buys (아일랜드)

- 프랑수아 올랑드 (François Hollande) 프랑스 대통령의 2012년 워싱턴 공식 방문시, 미쉘 오바마 (Michelle Obama) 에게 제품을 선물하였다.[3]

1. ↑  “Sothys” (영어). 2022년 10월 17일에 확인함.
2. ↑  “Sothys” (영어). 2022년 10월 17일에 확인함.
3. ↑  “the washington post”. 《All 274 gifts given to Barack Obama between 2009 and 2012, ranked》.

- (영어) Sothys Paris - 소티스 파리
- (영어) Groupe Sothys - 소티스 그룹
- (프랑스어) Les Jardins Sothys - 더 소티스 가든
- (영어) Les Jardins Sothys - 더 소티스 가든 레스토랑의 미슐랭 가이드 웹페이지
- (한국어) 정동화장품 - 소티스의 국내 화장품 책임판매업자
- (한국어) 에스피아화장품 - 소티스의 국내 유통사